# Jean-Paul Holstein
Pour les articles homonymes, voir Holstein (homonymie).
Jean-Paul Holstein est un compositeur français né à Angoulême en 1939.

## Biographie
Il a poursuivi ses études supérieures musicales de 1960 à 1968 au Conservatoire national supérieur de musique et de danse de Paris (CNSM de Paris), où il a obtenu les premiers prix suivants : harmonie, en 1962, dans la classe de Georges Hugon, contrepoint, en 1963, dans la classe de Marcel Bitsch, fugue, en 1963, dans la classe de Marcel Bitsch, analyse, en 1965, dans la classe d'Olivier Messiaen, esthétique, en 1966, dans la classe de Marcel Beaufils, composition, en 1968, dans la classe d'André Jolivet.
Il a également poursuivi des études supérieures musicologiques à l'Université Paris IV - Sorbonne : Doctorat de Musicologie (1978), "Le renouveau de la Symphonie Française (1871-1918) - Le mouvement historique : le problème franco-allemand", directeur de thèse : Norbert Dufourcq, Doctorat ès Lettres et sciences humaines (1991), "Le renouveau de la Symphonie Française (1871-1918) - les Œuvres" (directeur de thèse : Serge Gut). 	
Il a été nommé professeur au CNSM de Paris en 1971. Il y a enseigné la composition, l'écriture et le contrepoint, jusqu'à 2008. Pierre Pincemaille lui succède en octobre 2005 pour l'enseignement du contrepoint. Parallèlement, il était directeur de conservatoires et d'écoles de musique : École du Raincy, Conservatoire municipal du 6e arrondissement de Paris, Conservatoire national de région de Paris, Conservatoire municipal du 17e arrondissement de Paris. Parmi ses principaux élèves, se trouve Stéphane Delplace, François Weigel, Thierry Pallesco, Laurent Teycheney.
De 2009 à 2011, il est vénérable de la loge Villard de Honnecourt.

## Compositions

### Œuvres musicales
Jean-Paul Holstein a composé près de 200 œuvres pour toutes formations : orchestres, ensembles vocaux ou instrumentaux, voix et instruments solistes.
Il accorde autant d'importance à la mélodie et la polyphonie qu'à l'harmonie, entendant se placer à la conjonction de l'audition verticale et de l'audition horizontale. Il explique ainsi son goût pour le contrepoint.
Il se définit comme un compositeur français, s'attachant à la clarté dans l'expression musicale, mais se sent proche aussi de la musique allemande, dont il apprécie le souffle symphonique.
Parmi les compositeurs dont il a suivi l'enseignement, il se réclame surtout d'André Jolivet, pour l'invention mélodique et le dynamisme rythmique, et d'Olivier Messiaen pour l'harmonie et la modalité.
Dans son œuvre, il s'efforce de mettre en application les principes suivants : 
- rester toujours expressif,
- être capable d'utiliser toutes les techniques, en fonction de l'objectif expressif poursuivi et de l'instrumentation,
- faire oublier la technique : il cite André Jolivet à ce propos, qui disait "Vous, les compositeurs, vous êtes les 'cuisiniers', vous êtes les maîtres de la recette et vous devez la réussir mais l'auditeur, lui, se moque de la recette et il ne va pas aux cuisines pour savoir comment vous avez fait." [magazine Euterpe, septembre 2015]

Concertos
- Concertino pour piano et cordes (1968), Paris, édit. Billaudot
- Concertino pour piano et orchestre (1964-65), inédit
- Piano solo, ensemble à vent et percussions : Lambdas - Antilambdas (1970-71), Paris, édit. Choudens
- Concerto pour violon et orchestre : A l'ombre du Mancenillier (1990), Paris, édit. Durand

Pièces pour un seul instrument
- Accordéon
  - Passacaille (1973), Paris, édit. Choudens
- Clarinette
  - 12 études d'après des modes arabes (1978), Paris, édit. Billaudot
- Flûte
  - Quéna (1967), Paris, édit. Billaudot
- Guitare
  - Décor pour un mime (1970), inédite
  - Du futur à l'au-delà (1975), inédite
- Orgue
  - Le Trois du Temps sacré (1969), Paris, édit. Choudens
  - Résurrection - passacaille (1979), inédite
- Piano
  - Sonatine 1 (1963), inédite
  - Sonatine 2 (1964), inédite
  - Sonate (1965 - 66), inédite
  - Furor (1991), Paris, édit. Durand
  - Étude au soleil - étude à la Lune (2001), Paris, édit. Choudens

Duos
- Alto et piano
  - Cinq épisodes de la vie d'un altiste (1984), Paris, édit. Billaudot
  - La chanson de Marion (2009), Éditions Delatour
- Basson et harpe
  - Photogénies (1983), édit. Billaudot
- Clarinette et piano
  - 7 Figures magiques (1979), Paris, édit. Eschig
  - Sonate pour un ami (1981-82), inédite
- Cor et piano
  - Les yeux dorés de l'Aurore (1978), édit.Transatlantiques
- Percussion et piano 	
  - Les Cinq Continents (1977), inédits
  - Théâtre (1977), Paris, édit. Eschig
  - America 12 (1982), Paris, édit. Leduc
- Saxophone et piano
  - Suite irrévérencieuse (1982), Paris, édit. Lemoine
- Trompette et orgue
  - Chacone en 7 versets (1977), inédite
  - Prélude en camaïeu (1996), Paris, édit. Durand
- Trompette et piano
  - Hommage à Morricone (1983), Paris, édit. Durand
- Violon et accordéon
  - Film's musics (1978), Paris, édit. SEMI
- Violon et batterie jazz
  - 3 chansons de couleurs (1972), Paris, édit. Choudens
- Violon et piano
  - Thème et variations (1965), inédit
  - Rêves d'étoiles (2000), inédit
- Violoncelle et piano
  - Fondus-enchaînés (1971), Paris, édit. Choudens

Trios
- Flûte, alto et harpe
  - Le voyage de l’œil solaire (2001), inédit
- Ondes, piano et percussion
  - Suite en bleu (1973), Paris, édit. Billaudot
  - Instants éternels (1984), inédits
- Trompette, piano et percussion
  - L'homme en son espérance (1967), inédit
- Violon, violoncelle et piano
  - Variations apocalyptiques (1983), Paris, édit. Durand

Quatuors
- Quatuor à cordes
  - Peut-être... le jour (1975), Paris, édit. Leduc
  - Oubah - créations fugitives (1979), inédit
  - Suite pour la nuit des temps (1983), inédite
- Quatuor de percussions
  - Oubah - Tot (1979), inédit
- Quatuor de saxophones
  - Cinq énigmes d'après Lao-Tseu (1980), édit. de Radio-France

Quintettes
- Quintette à vent
  - Suite liturgique (1967), inédite
- Quintette de cuivres
  - Musique pour Guignol (1978), inédite
  - Tant que tu vis... brille (1978), inédit
- Quintette de harpes
  - Les chants idolâtres, (1971), Paris, édit. Billaudot
- Flûte, clarinette, violon, violoncelle et piano 	
  - Cénotaphe pour un peintre immortel (1980 - 81), inédit

Ensembles à vent
- 3 trompettes, 2 cors, 2 trombones, 1 tuba
  - Fanfare pour une entrée dans la nuit (1976), inédite
- 15 instruments à vent
  - Variations concertantes (1967), inédites

Ensembles à cordes
- 12 (11) cordes
  - Lignes et contrelignes (1967), Paris, édit. Choudens
- Orchestres à cordes
  - Les forces de l'espace (1974), Paris, édit. EMT
- Orchestre à cordes et violon solo
  - Thrène à la mémoire d'un Grand Homme - en hommage à l'Esprit, pour André Jolivet et André Malraux (1978), Paris, édit. Choudens
  - Le tombeau d'André Jolivet (1984), Paris, édit. Billaudot
- Orchestre à cordes et saxophone solo
  - En souvenir de Lamartine (1987), Paris, édit. Durand
  - Sinfonia tonalis in memoriam Georges Hugon (1988), Paris, édit. Durand
  - Symphonie d'arcs-en-ciel (1999-2000), inédite

Ensembles divers
- 7 vents, 1 contrebasse et percussions 
  - 7 illustrations pour des visions de Dante, Paris, édit. Choudens
- Quintette à vent, trompette, piano et percussions
  - Hommage à Folon (1984), Paris, édit. Durand
- 12 vents, 2 violoncelles et 1 contrebasse
  - Heptagonale (1979), Paris, édit. Choudens

Grand orchestre
- Orchestre par 4
  - Elan (1967-68), inédit

Musique vocale pour solistes
- Soprano et piano
  - Ergonia (1979), inédit
  - Soprano et piano
- Deux ballades d'après François Villon, inédites
- Soprano, Baryton et piano
  - 3 mélodies en forme de fleurs : femmes-Lys ; Femme-Pensées ; Femme-Rose - paroles et musique (1980), inédites
- Ballet vocal pour voix, flûte et violoncelle
  - L'incantation de Merseburg (1980-81), inédit
- Soprano et piano ou orchestre d'harmonie
  - Les fêtes solaires (1988), Paris, édit. Durand
- Soprano, baryton, 2 quintettes (à cordes et à vent)
  - 5 études d'après Voyelles de Rimbaud (1965), inédites

Musique vocale pour chœurs (profane)
- Chœur à 4 voix et piano
  - 43 harmonisations (1984-91), Paris, édit. Philippe Caillard
- Chœur d'enfants a cappella
  - 3 noëls en clair-obscur (1976), inédits
- 4 voix égales, paroles et musiques
  - Chant de Lune (1980), inédit
- Chœur d'enfants et piano ou 12 instruments
  - Le rêve de Tatou-Tatou, d'après Geneviève et Michel de Thoisy, conte musical guyanais (2000-02), Paris, édit. Zurflüh

Musique vocale pour chœurs (religieuse)
- Chœur d'hommes, enfants, 2 trompettes, 2 cors, 2 trombones et percussions
  - Musique pénitentielle (1972), inédite
- Double chœur mixte
  - Fragments de requiem (1983), inédit
- Chœur, solistes, fidèles, orgue et percussions 
  - Messe de Digne (1984), inédite
- Chœur à 16 voix et 4 percussionnistes
  - Paroles de Confucius (1991), inédite
- Chœur de femmes et piano ou harpe et orgue ou orchestre
  - Missa Felix (1994-98) inédite
- Chœur mixte a cappella ou avec orgue 
  - Je n'ai de repos qu'en Dieu - Psaume 61 (1999), inédit

## Publications

### Ouvrages
- Jean-Paul Holstein, Le solfège, Paris, édit. Presses universitaires de France, coll. « Que sais-je ? », chap. 959.
- Jean-Paul Holstein, l'Espace musical dans la France contemporaine, Paris, édit. Presses universitaires de France, coll. « Que sais-je ? », chap. 2375.
- Jean-Paul Holstein et Jacques Chailley, Histoire de la musique : le XXe siècle, t. IV, Paris, éditions Alphonse Leduc.
- Jean-Paul Holstein et Sabine Bérard, Musique-Langage vivant, analyses d’œuvres musicales : XVIIe et XVIIIe s., t. 1, Paris, éditions Auguste Zurfluh.
- Jean-Paul Holstein et Sabine Bérard, Musique-Langage vivant, analyses d’œuvres musicales : XIXe s., t. 2, Paris, éditions Auguste Zurfluh.
- Jean-Paul Holstein et Sabine Bérard, Musique-Langage vivant, analyses d’œuvres musicales : XXe s., t. 3, Paris, éditions Auguste Zurfluh.
- Jean-Paul Holstein et Sabine Bérard Paris, Musique-Langage vivant, analyses d’œuvres musicales, édit. Hachette / Van de Velde.

### Articles
- Jean-Paul Holstein, « La grande misère des directeurs de conservatoires », La lettre du musicien, no 312,‎ mai 2005.
- Jean-Paul Holstein, « Le rigoureux est mort, vive le rigoureux », La lettre du musicien, no 310,‎ mars 2005.
- Jean-Paul Holstein, « La création musicale contemporaine », Encyclopédia Universalis, Paris (France),‎ 1984.
- Jean-Paul Holstein, « Les symphonies d'Henri Sauguet », La revue Musicale, Paris (France), Richard Masse, nos 361-2-3,‎ 1983.
- Jean-Paul Holstein, « Le Renouveau de la Symphonie française à la fin du XIXe s. et l'appel de l'impressionnisme », Revue internationale de musique française, Genève (Suisse), édit. Slatkine,, no 5,‎ juin 1981.
- Jean-Paul Holstein, « Le contrepoint », revue Les Cahiers de l'harmonie, Paris (France),‎ 1980.
- Jean-Paul Holstein, « Comment accéder à la musique », revue de l'École des arts et manufactures, Paris (France),‎ 1977.
- Jean-Paul Holstein, « l'Acte de créer », revue Arfuyen, Avignon (France),‎ 1976.
- Jean-Paul Holstein, « Aux victimes d'Hiroshima », Thrène de Penderecki, analyse, Revue musicale de Suisse Romande,‎ 1974.
- Jean-Paul Holstein, « La musique et ses rapports avec la société », revue Muzica, Bucarest (Roumanie),‎ 1969.

### Ouvrages pédagogiques
- Jean-Paul Holstein, Pierre-Yves et Alain Louvier, Musiques à chanter, vol. 9 volumes, Paris, édit. Leduc, 1984.
- Jean-Paul Holstein et Michel Mériot, Théorie musicale appliquée, Paris, édit. Combre, 1982.
- Jean-Paul Holstein, Formation musicale, vol. 2, Paris, édit. Leduc, 1981.
- Jean-Paul Holstein et Marcel Bitsch, Aide-mémoire musical, Paris, édit. Durand, 1972.

## Prix et distinctions
- 1980 Prix des Rencontres internationales de chant choral de Tours : "Chant de Lune" Composition vocale a cappella pour chœurs d'enfants (paroles et musique)
- 1979 Prix Pineau-Chaillou, Nantes (France) : ensemble de l’œuvre
- 1978 Prix SACEM-UPAC (France) : Composition musicale "Film's Musics" pour violon et accordéon de concert
- 1970 Prix Schnitger-Zwolle (Pays-Bas) : Composition musicale "Le trois du Temps sacré", pièce en trois parties pour orgue solo
- 1969 Lauréat de la Fondation de la Vocation - Paris (France), Section compositeur
- 1965 Lauréat de la William and Copley Foundation, Chicago (États-Unis)
- 1966 Chevalier du mérite culturel et artistique